# Gonomyia irianensis
Gonomyia irianensis là một loài ruồi trong họ Limoniidae. Chúng phân bố ở miền Australasia.